# Khers Dar
Khers Dar (persiska: خرس در) är en ort i Iran.   Den ligger i provinsen Lorestan, i den västra delen av landet, 300 km sydväst om huvudstaden Teheran. Khers Dar ligger 1 792 meter över havet och antalet invånare är 236.
Terrängen runt Khers Dar är huvudsakligen kuperad, men åt sydost är den platt.Runt Khers Dar är det ganska tätbefolkat, med 72 invånare per kvadratkilometer. Närmaste större samhälle är Aznā, 16,8 km öster om Khers Dar. Trakten runt Khers Dar består i huvudsak av gräsmarker.